# István Markó
Pour les articles homonymes, voir Marko.
Dans le nom hongrois Markó István, le nom de famille précède le prénom, mais cet article utilise l’ordre habituel en français István Markó, où le prénom précède le nom.
István E. Markó, né le 18 juin 1956, à Pápa en Hongrie et mort le 31 juillet 2017, à Woluwe-Saint-Lambert en Belgique, est un professeur et chercheur en chimie organique à l'université catholique de Louvain (Belgique).

## Biographie
À l'université catholique de Louvain, István Markó obtient un BSc (chimie organique) en 1978, puis un PhD (chimie organique) en 1983[réf. souhaitée].
Il passe ensuite quelques années aux États-Unis (à l'université du Vermont et au Massachusetts Institute of Technology dans l'équipe de K. Barry Sharpless) pour y étudier l'osmylation asymétrique des oléfines ainsi que pour y développer la synthèse totale biomimétique d'alcaloïdes rejoignant ses premières recherches sur la synthèse des prostaglandines. Sujet qu'il abordera également lors de son post-doc où il étudiera la cycloaddition intramoléculaire de céténimminium comme une nouvelle voie d'accès aux prostaglandines.
En 1988 il devient lecteur à l'université de Sheffield, avant de retourner à l'université catholique de Louvain en 1998 en tant que professeur[réf. souhaitée].
István Markó a épousé Patricia Vandermeuse avec laquelle il a eu deux enfants[réf. souhaitée].

## Travaux en chimie organique
Le professeur Markó a comme principaux intérêts de recherche en chimie organique le développement de synthèses totales, courtes, efficaces et stéréocontrolées de produits naturels. Il est également impliqué dans le développement de nouvelles méthodologies telles que la mise au point de nouveaux réactifs organométalliques, la polycyclisation anionique, le développement de nouvelles réactions électrochimiques ainsi que de réactions écologiques.
Son nom a été associé à celui de Kevin Lam pour sa contribution à la mise au point de la réaction de Markó-Lam découverte ensemble avec ce dernier,.

## Botanochimie
István Markó s'intéresse également à l'application en synthèse organique de réactions biochimiques catalysées (biocatalyse) par les enzymes contenus dans les résidus de fruits et légumes produits par l'industrie agroalimentaire. L'objectif poursuivi est de synthétiser des molécules organiques à haute valeur ajoutée (p.ex. des alcools optiquement actifs) utilisables dans l'industrie pharmaceutique, agrochimique ou cosmétique tout en valorisant des sous-produits agricoles (légumes hors format, des carottes notamment dans le cadre de l'étude mentionnée en référence) qui autrement seraient perdus,.

## Climato-scepticisme

### Climat, 15 vérités qui dérangent
En mai 2013 paraît sous sa direction le livre Climat, 15 vérités qui dérangent, qui se veut d'après ses auteurs mêmes « la bible du climato-scepticisme ». Contrairement à l'immense majorité des publications scientifiques dans ce domaine et allant à l'encontre du consensus scientifique sur le sujet, il conteste le rôle joué par le CO2 dans l'évolution climatique.  
À l'instar d'autres climato-sceptiques comme le géochimiste Claude Allègre, le géophysicien Vincent Courtillot et les astrophysiciens Willie Soon et Sallie Baliunas, les modifications climatiques seraient, selon lui, essentiellement liées aux cycles du soleil et très peu à l'activité humaine,
La position immuable de Marko dans la controverse a créé la polémique avec le climatologue Jean-Pascal van Ypersele, ancien vice-président du GIEC, et membre comme lui du corps académique de l'université de Louvain. Les débats animés et les conflits académiques au sein des universités de Louvain (UCLouvain) et libre de Bruxelles (ULB), ont décidé Istvàn Marko à fonder The Oyster Club, un groupement de personnalités intellectuelles belges (ingénieurs, juristes, journalistes, etc.) remettant en cause les fondements mêmes des sciences du climat[réf. nécessaire] et le fonctionnement du GIEC. Certains membres de l'Oyster Club, comme le juriste et philosophe Drieu Godefridi ne ménagent pas leurs critiques concernant le fonctionnement du GIEC. Ils lui adressent le reproche de scientisme et appellent publiquement à ce titre à son démantèlement.
Le livre Climat, 15 vérités qui dérangent a depuis été analysé en détail et fait l'objet de critiques scientifiques étayées. Une note de lecture publiée par Alexis Merlaud (Institut d'aéronomie spatiale de Belgique, IASB) sur le site d'Arxiv présente « quinze contrevérités » qui seraient présentes dans l'ouvrage.
À l'argument des données du site de Vostok, selon lequel la hausse de température a précédé l’augmentation du taux de CO2 dans l'atmosphère et a induit le dégazage des océans, Alexis Merlaud répond que cela ne remet absolument pas en cause l'effet de rétroaction positive du CO2 sur la température terrestre dû aux « processus radiatifs » responsables de l'effet de serre. En effet, la série de déglaciations/glaciations mesurées sur le site de Vostok n'ont pas été déclenchées par la hausse du CO2 dans l'atmosphère mais par les variations des paramètres astronomiques terrestres (paramètres de Milanković : excentricité, obliquité et précession, utilisés pour calculer les paléoclimats, voir la théorie astronomique des paléoclimats). Le CO2 relâché ensuite par les océans dont la température s'élevait a cependant renforcé le processus de réchauffement initié par les phénomènes astronomiques et y a contribué.
Alexis Merlaud met aussi en évidence des sources inadéquates en matière d'émission de CO2 par l'activité volcanique sous-marine et démontre des erreurs de calcul. En effet, l'ouvrage de Marko se réfère à des émissions volcaniques de 24,5 GtC/an calculées erronément à la place de 0,03 GtC/an. De telles émissions représenteraient aussi près de deux fois et demie les émissions annuelles produites par la combustion des combustibles fossiles (10 GtC/an).
Alexis Merlaud relève également les liens de Markó avec des scientifiques proches du Heartland Institute, un thinktank libertarien et conservateur américain promouvant le climato-scepticisme et s'attachant à réfuter l'origine anthropique du réchauffement climatique.
Le pourquoi et l'origine du livre de Marko sur le climat ont également fait l'objet de recherches dans le cadre d'une thèse de doctorat de la faculté de droit et de criminologie de l'université catholique de Louvain (UCLouvain).

### Articles anglophones
En 2016 et 2017, Istvan Marko a aussi joint sa voix à celles de personnalités anglo-saxonnes s'attachant également à réfuter le réchauffement du climat et ses conséquences. Il a publié avec eux plusieurs billets sur le site de Breitbart News.
Lui et Monckton seront les auteurs principaux du billet, Monckton, Marko et al. (2016) qui réplique à une lettre ouverte de 376 membres de l’Académie nationale des sciences (États-Unis), dont 30 lauréats du prix Nobel et le physicien Stephen Hawking, publiée sous la bannière de l'association des scientifiques responsables, et adressée le 20 septembre 2016 à Donald Trump alors candidat à la présidence des États-Unis, qui avait annoncé vouloir retirer les États-Unis de l'accord de Paris sur le climat.
Il est enfin le premier auteur d'un billet collectif paru le 16 juin 2017 sur Breitbart[réf. nécessaire]. L'article répondait au professeur Rafael Reif, président du Massachusetts Institute of Technology (MIT), et s'opposait à la lettre que celui-ci avait adressé le 2 juin à son université, à la suite de l'annonce par le président Donald Trump du retrait des États-Unis de l'Accord de Paris sur le climat. Le Professeur Reif défendait dans cette lettre l'impérieuse nécessité du respect des faits scientifiques et l'importance de continuer les efforts entrepris pour combattre le réchauffement climatique en réduisant les émissions de gaz à effet de serre. Dans ce billet, Istvan Marko et ses co-auteurs dénoncent vivement la notion de consensus sur le rôle joué par le CO2 dans l'effet de serre et le réchauffement actuel du climat et soutiennent la thèse selon laquelle les résultats des modèles surestiment les températures mesurées et que l'on n'observe pas d'augmentation de température globale depuis 1998.

### Articles francophones
À l'occasion d'événements ou de nouvelles sur le climat, Istvàn Marko s'exprime régulièrement sur des blogs, souvent relayés par des blogs personnels tenant du climato-scepticisme.
Les arguments de Istvan Marko et Drieu Godefridi contre les énergies vertes (photovoltaïque, éolien) sont repris par les opposants à l'implantation d'éoliennes en Wallonie.

## Publication
- Climat, 15 vérités qui dérangent, Texquis essais, 2013, 274 p.